# Trikokkiá
Trikokkiá är en ort i Grekland.   Den ligger i prefekturen Nomós Grevenón och regionen Västra Makedonien, i den centrala delen av landet, 280 km nordväst om huvudstaden Aten. Trikokkiá ligger 541 meter över havet och antalet invånare är 320.
Terrängen runt Trikokkiá är kuperad åt sydväst, men åt nordost är den platt. Runt Trikokkiá är det glesbefolkat, med 11 invånare per kvadratkilometer. Närmaste större samhälle är Deskáti, 16,3 km öster om Trikokkiá. Omgivningarna runt Trikokkiá är en mosaik av jordbruksmark och naturlig växtlighet.